# Вікул Оксана Миколаївна
Окса́на Микола́ївна Ві́кул, у шлюбі Воро́ніна (нар. 20 липня 1921, Кам'янець-Подільський — пом. 21 вересня 2001, США) — українська балерина та хореографка. Славилася виконанням українських танців власного укладу з модерним спрямуванням.

## З життєпису
Оксана Вікул народилася 20 липня  1921 року в Кам'янці-Подільському. Донька українського хіміка Миколи Вікула, внучка православного священика Павла Вікула. Була одружена з Олександром Вороніним (Вараввою).
Дитинство та молодість провела у Празі, де закінчила Український вільний університет, виступала у театральних виставах.
Технічну освіту в хореографії здобула в балетних школах Демі-Довгопольського та Єлизавети Нікольської. Обоє керівників були акторами характерних танців у класичному балеті. Нікольська, зокрема, була українського походження.
У США продовжила студії танцю, виступала як солістка. Мала власні хореографічні твори.
Померла 21 вересня 2001 року в містечку Сілвер Спрінг (штат Меріленд, США).

### Творчість
Знання природи народних танців позначалося на творчості Оксани Вікул. На її творчість також мали вплив численні оповідання батька, який чудово знав звичаї і вірування подільського села. З його оповідань Оксана ознайомилася зі світом мавок, водяника з доньками русалками, відьом. Ці фантастичні картини українського фольклору були в її душі, як згадки про рідний край (навіть у його дохристиянському періоді) та реалізувалися в її танцях власного укладу. Це були танці за народними повір'ями — «Ярило», «Купальська пісня», «Молитва до Лади», а також за характерами літературних творів — «Солоха» («Ніч перед Різдвом» Миколи Гоголя), «Куць» («Лісова пісня» Лесі Українки).
Як поєднання минулого із сучасністю постали такі танці Оксани Вікул як «Зустріч», «Спомин», «Перший баль». Вони проникнуті чистою лірикою та цілковито позбавлені мелодраматизму.
Оксана Вікул усі танці власного укладу подавала на основі класичної техніки у поєднанні з великою драматично-пантомімічною експресією.
З величезною радістю Оксана Вікул слідкувала за підготовкою українського балету «Ладо» (музика сучасного композитора Ю. Фіяли та лібрето Миколи Бутовича). Проте підготовку балету не було доведено до кінця.
Оксана Вікул перестала виступати: на перешкоді стали умови життя в США, які не дали можливості цілковито віддатися улюбленому мистецтву танцю. Проте вона радо консультувала танцювальні ансамблі.

## Праці
- Український народний танець: обряд і розвага // Жива вода. — 1994. — Вересень. [Архівовано 3 листопада 2011 у Wayback Machine.]